# Eentoerige schroef

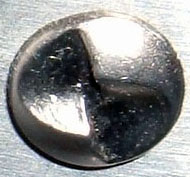
Eentoerige schroefkop

Een eentoerige schroef is een schroef die slechts in één richting kan draaien. Dit is mogelijk gemaakt door de gleuf in de schroefkop dusdanig te maken dat er alleen grip is bij het aandraaien. Deze schroef is niet terug te draaien na het aanbrengen. Er zijn manieren om deze schroef uit te draaien, maar deze beschadigen schroef en ondergrond definitief.

## Gebruik
Deze schroeven worden vaak gebruikt bij inbraakbeveiliging, omdat potentiële inbrekers de schroeven niet los kunnen draaien. Eentoerige schroeven zijn ook nuttig tegen verwijdering door onbevoegden of tegen diefstal door “verzamelaars” van voorwerpen in de openbare ruimte, zoals reclameborden of (straat)naamborden. Nadeel van deze schroeven is wel dat een bord niet eenvoudig kan worden vervangen en dat een voorwerp, bijvoorbeeld een kozijn, niet eenvoudig kan worden gerepareerd. In Engeland gebruikt men de eentoerige schroef bij het monteren van kentekenplaten ter preventie tegen de diefstal van nummerborden.